# Sklerochronologie

Schema: Gewinnung sklerochronologischer Daten aus fossilen Skelettresten (vereinfacht).

Sklerochronologie bezeichnet in der Zoologie und Paläontologie verschiedene Methoden zur Analyse des Wachstums biogener Hartteile wie Exo- und Endoskelette, Zähne und Otolithen. Mit Bezug auf das Knochenrindengewebe von Wirbeltieren spricht man auch von Skeletochronologie. Ähnlich wie in der Dendrochronologie wird das Dickenwachstum eines Skelettelements als zeitliche Abfolge von Einzelzuwächsen (Wachstumsinkrementen) interpretiert, deren Analyse als Zeitreihe Aussagen zu abiotischen Umweltfaktoren und endogenen Faktoren des Wachstums ermöglicht.
Zyklische Änderungen im Chemismus und in der Mikrostruktur der Skelettsubstanz, zum Beispiel infolge von tages- oder jahreszeitlichen Schwankungen der Umweltbedingungen, treten entlang des Querschnitts eines Skelettelements als Wachstumszonierung (analog zu Baumringen) in Erscheinung. Spurenelement- und Isotopenuntersuchungen einer repräsentativen Anzahl von Proben der Skelettsubstanz, die vom zu untersuchenden Hartteil in Wachstumsrichtung entnommen wurden, stellen eine weitere (von makros- oder mikroskopisch sichtbaren Wachstumsmustern unabhängige) Informationsquelle der Sklerochronologie dar.

## Analyse der Wachstumsrate
Aus den jährlichen Zuwächsen, die durch Zonen des Wachstumsstillstands getrennt sein können, lassen sich langfristige Wachstumstrends ablesen. Der Vergleich der Wachstumskurven von Skeletten verwandter Arten liefert Aussagen zur evolutionären Änderung im Timing der Individualentwicklung (Heterochronie).
Das Erreichen der Geschlechtsreife kann mit einer abrupten Verlangsamung des Skelettwachstums einhergehen, die dazu führt, dass die jüngsten jährlichen Zuwächse (Annuli) eines Knochen- oder Schalenquerschnitts sehr klein sind, d. h. die Wachstumskurve einen Knick zeigt.

## Forschungsgeschichte
Die Beschreibung der Sklerochronologie geht bereits auf Leonardo da Vinci zurück, der bereits im ersten Jahrzehnt des 16. Jahrhunderts die klar unterscheidbaren Zonen des jährlichen Wachstums bei fossilen Muscheln und Schnecken beschrieb. Anhand dieser Beobachtungen wandte er sich gegen die neuplatonische Interpretation der Fossilien als durch formende Kräfte direkt im Fels gebildete Steine. Wären diese Fossilien nicht Reste von Lebewesen, so bräuchten sie keine klar abgegrenzten Wachstumszonen.
Die Sklerochronologie etablierte sich allerdings erst in der zweiten Hälfte des 20. Jahrhunderts als wissenschaftliche Methodik.